# 10人抜きのど自慢
『10人抜きのど自慢』（じゅうにんぬきのどじまん）は、1962年3月1日から1966年9月29日までTBS系列局で放送されていたTBS製作の歌謡番組である。放送時間は毎週木曜 19:00 - 19:30 （日本標準時）。

## 概要
出場者たちが10人勝抜きを目指して歌で競っていた視聴者参加型番組。司会は漫才コンビの青空千夜・一夜が務めていた。毎年新春には、過去のチャンピオンたちを招いての「優勝者大会」を行った。本番組の出場者であった水戸浩二、光宮正、田中星児は、後に歌手となった。
本番組は、東京放送（現・TBSホールディングス）がラジオ東京を社名としていた1950年代後期、同ラジオ部門（現・TBSラジオ）で放送されていた『スーパー10人抜きのど自慢』をテレビ向けにリメイクしたものである。1964年4月16日までは、『スーパースターメロディ』（1956年 - 1960年8月）の放送開始以来この時間帯のスポンサーとなっていた参天製薬の一社提供で放送されていた。これはラジオ版も同じで、ラジオ版のタイトルに入っていた「スーパー」は1954年に発売された「大学スーパー目薬」の略である。そしてラジオ版と区別するため、当時同社が主力としていたブランド「大学目薬」から取った『大学10人抜きのど自慢』（だいがく - ）をタイトルに用いていた。しかしスポンサーの主力ブランドながら、「大学」という冠では「大学生しか出場できない」と誤解する視聴者が増えたこと、さらに大学ブランドよりも「サンテ・ド・ウ」などのサンテブランドに製品の比重が置かれていったことから、同年4月23日放送分をもって『サンテ 10人抜きのど自慢』と改題。さらにその後、参天製薬に替わって松下電器産業（現・パナソニックホールディングス））がスポンサーに付いたことから、1966年4月7日放送分をもって『ナショナル 10人抜きのど自慢』と改題した。

## 審査員
- 吉田正
- 湯川れい子
- 内海重典
- レイモンド服部
- 山本丈晴

## 賞金
1. 1,000円
2. 2,000円
3. 3,000円
4. 4,000円
5. 5,000円
6. 10,000円
7. 15,000円
8. 20,000円
9. 25,000円
10. 100,000円（内訳：勝ち抜き賞金3万円＋チャンピオン賞7万円）

『サンテ10人抜きのど自慢』への改題後には、さらに「スカンジナビア航空で行くヨーロッパ旅行」も副賞として贈られた。これは、1964年4月の海外旅行自由化に伴うものである。